# Not in My House (Modern Family)
Not in My House é o décimo segundo episódio da primeira temporada da série Modern Family. O episódio foi exibido originalmente pela ABC no dia 13 de Janeiro de 2010 nos EUA.

## Sinopse
Claire encontra uma foto pornografica no computador e acusa Luke, mas o verdadeiro Culpado é Phil que fica calado, alegando que quem manda essas fotos são seus amigos por e-mail. Gloria e Jay brigam por causa de uma estátua medonha de um cachorro mordomo e Cameron promove um casamento latino em casa sem a permissão de Mitchell.

## Críticas
Na sua transmissão original americana, "Not in My House", foi visto por 7,847 milhões de telespectadores. A provavel queda na audiência foi atribuída a noite de estréia da temporada de American Idol. O episódio foi bem recebido por Robert Canning da IGN, que deu-lhe um 8.5/10 dizendo que "O episódio é inteligente e sutil e provavelmente voc~e vai rir em voz alta por 30 minutos seguidos". Jason Hughes de TV Squad, disse que: "este pode ter sido um dos mais engraçados episódios de Modern Family até agora.".